# آبدزدک آفریقایی
آبدزدک آفریقایی (نام علمی: Gryllotalpa africana) نام یک گونه از سرده آبدزدک‌ها از خانواده آبدزدکان است.